# Beziehungen zwischen Syrien und den Vereinigten Staaten
Die Beziehungen zwischen Syrien und den Vereinigten Staaten sind das zwischenstaatliche Verhältnis zwischen Syrien und den Vereinigten Staaten. Nach dem Beginn des Bürgerkriegs in Syrien, wurden die diplomatischen Beziehungen beider Staaten abgebrochen. Die USA haben außerdem Sanktionen gegen Syrien wegen schwerer Menschenrechtsverletzungen erhoben, die das Regime von Baschar al-Assad während des Bürgerkriegs verübt hat. Während Konflikts in Syrien haben die USA und ihre Verbündeten die syrische Opposition politisch, militärisch und logistisch unterstützt und die Absetzung von Assad als Voraussetzung für eine politische Lösung im Land gefordert und die Nationalkoalition syrischer Revolutions- und Oppositionskräfte als legitime Vertretung Syriens anerkannt. 2025 wurde nach dem Sturz des Assad-Regimes von den USA die Aufhebung der Sanktionen gegen Syrien angekündigt.

## Geschichte

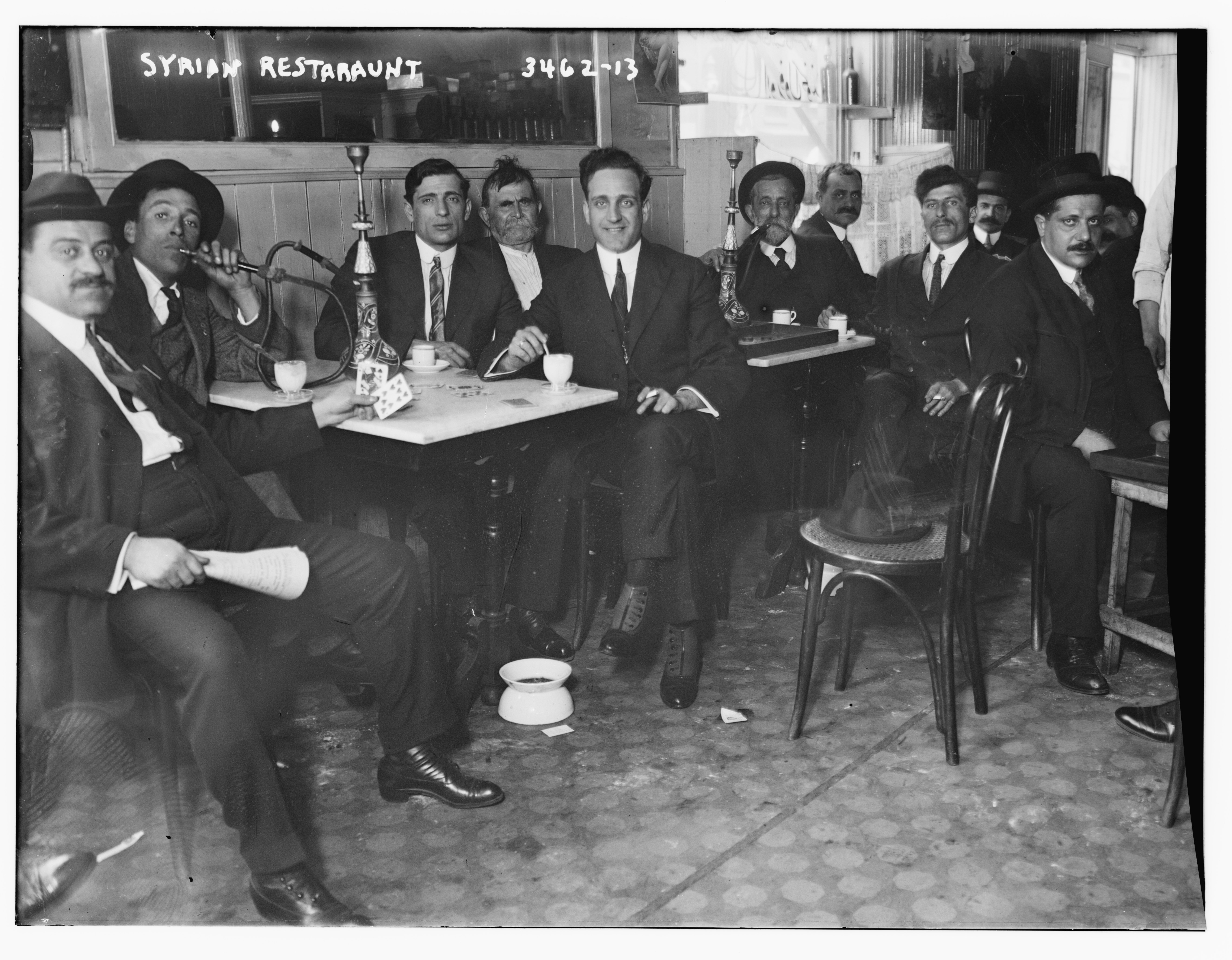
Syrische Immigranten in Manhattan (1910)

1835 eröffneten die Vereinigten Staaten erstmals ein Konsulat in Aleppo, das damals zum Osmanischen Reich gehörte. Gegen Ende des 19. Jahrhunderts begannen Syrer aus dem Osmanischen Reich in die Vereinigten Staaten auszuwandern. Nach Angaben des Historikers Philip Hitti kamen zwischen 1899 und 1919 etwa 90.000 Syrer in die USA. Die meisten dieser Syrer waren Christen, die in die großen Städte des mittleren Westens und Nordosten wie New York City, Cleveland, Detroit oder Boston zogen. Nach der Erklärung der syrischen Unabhängigkeit im Jahr 1945 richteten die Vereinigten Staaten ein Konsulat in Damaskus ein, welches später zu einer Botschaft erhoben wurde. Am 7. September 1946 erkannten die USA die Unabhängigkeit Syriens an. Nach seiner Gründung litt das unabhängige Syrien allerdings an andauernder Instabilität und das politische Umfeld in der Region war vom israelisch-arabischen Konflikt überschattet. Am 30. März 1949 übernahm der Oberst der syrischen Armee Husni al-Za'im in einem unblutigen Staatsstreich die Macht von Präsident Shukri al-Quwatli. Za'im hatte weitreichende Verbindungen zu Agenten der Central Intelligence Agency (CIA). Miles Copeland junior, damals CIA-Agent in Damaskus, behauptete später, die CIA hätten den Staatsstreich inszeniert, die tatsächliche Rolle der Amerikaner ist allerdings unklar. Nach seiner Machtübernahme ergriff Za'im eine Reihe von Maßnahmen, die den USA zugutekamen: Er ratifizierte den Bau der Transarabischen Pipeline auf syrischem Gebiet (der im syrischen Parlament ins Stocken geraten war), verbot die Kommunistische Partei und unterzeichnete einen Waffenstillstand mit Israel.
Za'im wurde allerdings nach nur vier Monaten von seinen ehemaligen Gefolgsleuten aus dem Amt entfernt und später hingerichtet. Nach einem weiteren Staatsstreich von 1954 wurde die Zweite Syrische Republik von dem Nasseristen Sabri al-Asali in enger Zusammenarbeit mit den syrischen Streitkräften regiert. Die CIA versuchte deshalb in den 1950er Jahren mehrmals, die syrische Regierung zu stürzen. Ein erster Putschplan musste nach dem Beginn der Sueskrise verschoben werden. Die CIA plante 1956 einen weiteren Staatsstreich, der den Codenamen „Operation Wappen“ trug und von Kermit Roosevelt junior organisiert wurde. Syrische Militäroffiziere wurden im Vorfeld mit drei Millionen US-Dollar bestochen. Der Plan sah die Ermordung hochrangiger syrischer Beamter, inszenierte militärische Zwischenfälle an der syrischen Grenze, die Syrien angelastet und dann als Vorwand für eine Invasion irakischer und jordanischer Truppen genutzt werden sollten und eine intensive US-Propagandakampagne, die sich an die syrische Bevölkerung richtete, vor. Diese Operation scheiterte, als syrische Militäroffiziere, die für die Durchführung des Staatsstreichs bezahlt worden waren, das Komplott dem syrischen Geheimdienst offenbarten. Ein dritter Plan zum Sturz der syrischen Regierung in Zusammenarbeit mit dem MI6 wurde daraufhin ausgearbeitet, kam allerdings nie zur Ausführung.

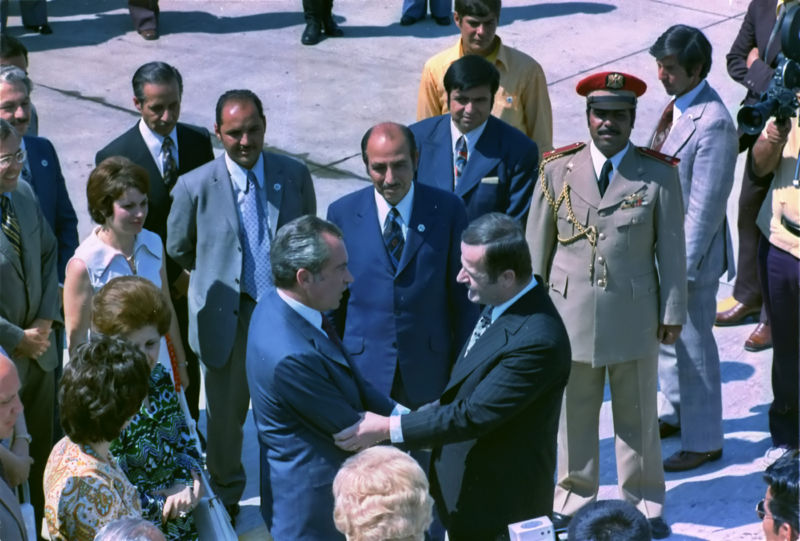
Richard Nixon und Hafiz al-Assad (mittig, 1974)

Nach dem gescheiterten CIA-Putschversuch von 1957 forderte Syrien den US-Botschafter auf, Damaskus zu verlassen und der syrische Botschafter wurde aus den USA abgezogen. Später wurden die Beziehungen zwischen den USA und Syrien nach dem Sechstagekrieg (1967), der zur Besetzung der Golanhöhen durch Israel führte, erneut abgebrochen. Die Niederlage gegen Israel delegitimierte die Regierung Syriens und 1970 kam Hafiz al-Assad nach einem weiteren Putsch an die Macht und etablierte eine langjährige Diktatur. Nach dem Abschluss eines Abkommens zwischen Israel und Syrien wurden die Beziehungen im Juni 1974 wieder aufgenommen, und anschließend besuchte US-Präsident Richard Nixon Damaskus auf einer offiziellen Reise, um Präsident Hafiz al-Assad zu treffen. Am 9. Mai 1977 traf Präsident al-Assad in Genf mit US-Präsident Jimmy Carter zusammen, um den arabisch-israelischen Konflikt zu erörtern. Syrien unterhielt unter al-Assad allerdings enge Beziehungen zum Ostblock und die Beziehungen zu den USA blieben durchwachsen. 1979 nahmen die USA Syrien auf die Liste der State Sponsors of Terrorism auf und 1986 zogen die USA ihren Botschafter ab und verhängten zusätzliche Sanktionen gegen Syrien als Reaktion auf Beweise für eine direkte syrische Beteiligung an dem Versuch, ein israelisches Flugzeug in die Luft zu sprengen.
In den 1990er Jahren wurden einige Fortschritte in den bilateralen Beziehungen erreicht. Während des Zweiten Golfkriegs 1990/91 arbeitete Syrien als Mitglied der multinationalen Koalition mit den Vereinigten Staaten zusammen. Die USA und Syrien kooperierten auch eng, um den libanesischen Bürgerkrieg zu beenden und 1990 ein Friedensabkommen auszuhandeln. Auch beim Friedensprozess im Nahen Osten zwischen Israel und den Palästinensern arbeiteten beide Staaten zusammen und 1994 besuchte US-Präsident Bill Clinton zu diesem Zweck Syrien. 2000 kam nach dem Tod von Hafiz al-Assad sein Sohn Baschar al-Assad an die Macht, wonach es zu einer kurzen Tauwetterperiode mit den westlichen Staaten kam. Die Opposition Syriens gegen den Irakkrieg 2003 verschlechterte die Beziehungen allerdings. Es kam zu ernsthaften Auseinandersetzungen, weil die syrische Regierung ausländische Kämpfer nicht daran hinderte, über die syrischen Grenzen in den Irak einzureisen, und auch Anhänger der Regierung Saddam Hussein beherbergte, die von Syrien aus den Widerstand gegen die US-Besatzung koordinierten. Auch die Rolle Syriens im Libanon und die Unterstützung der Hisbollah störte die Amerikaner. Der Syria Accountability and Lebanese Sovereignty Restoration Act von 2003 verhängte Sanktionen gegen Syrien und verbot die meisten Exporte nach Syrien, mit Ausnahme von Lebensmitteln und Medikamenten, und untersagte insbesondere die Ausfuhr der meisten Waren, die mehr als 10 % in den USA hergestellte Bauteile enthalten.
Während des Krieges gegen den Terror überschritten US-Spezialeinheiten auch mehrfach die Grenze zu Syrien, um Al-Qaida zu bekämpfen. 2005 zogen die USA ihren Botschafter aus Syrien ab, da sie dem Land vorwarfen, hinter der Ermordung des libanesischen Premierministers Rafik Hariri gesteckt zu haben. Ein Jahr später wurde das US-Botschaftsgebäude in Damaskus angegriffen, wobei drei der Angreifer getötet wurden. Aus den 2011 von WikiLeaks veröffentlichten diplomatischen Korrespondenzdaten zwischen der US-Botschaft in Damaskus und dem US-Außenministerium geht hervor, dass die USA seit der Präsidentschaft von George W. Bush politische Oppositionsgruppen und damit verbundene Projekte bis mindestens September 2010 finanziell unterstützt haben und dabei mit syrischen Exilorganisationen zusammengearbeitet hatten.

### Nach dem Beginn des syrischen Bürgerkriegs

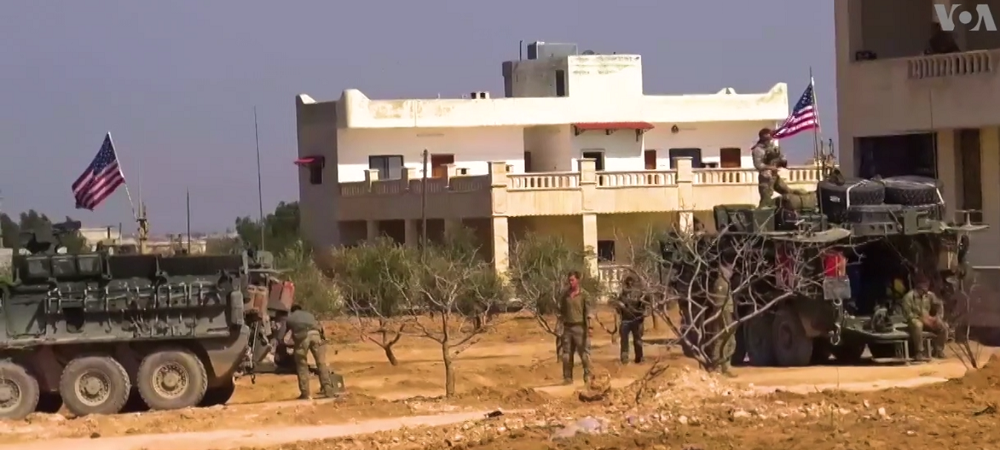
US-Streitkräfte bei Manbidsch in Nordostsyrien (2017)

Die Obama-Regierung begann eine Politik der Annäherung an Syrien. Am 17. Februar 2010 ernannte US-Präsident Barack Obama den amerikanischen Diplomaten Robert Stephen Ford zum neuen US-Botschafter in Syrien, dem ersten seit 2005 nach der Ermordung Hariris. Mit der gewaltsamen Reaktion der Assad-Regierung auf den arabischen Frühling kühlten sich die Beziehungen jedoch dramatisch ab, und hochrangige amerikanische Beamte, darunter Präsident Barack Obama selbst, forderten wiederholt den Rücktritt des syrischen Präsidenten Baschar al-Assad. Kurz nach Beginn des Bürgerkriegs im Jahr 2011 verhängte Präsident Obama Sanktionen gegen Syrien und unterstützte die Freie Syrische Armee durch die verdeckte Genehmigung des Programms Timber Sycamore, in dessen Rahmen die CIA die Rebellen bewaffnete und ausbildete. Im Dezember 2012 kündigte Obama an, dass die USA nicht die Assad-Regierung, sondern die syrische Opposition als Vertreter des syrischen Volkes anerkennen würden. Seit 2012 ist die Botschaft der Vereinigten Staaten aufgrund des syrischen Bürgerkriegs geschlossen. Im November 2015 begann die Obama-Regierung mit der Entsendung von US-Spezialkräften nach Syrien mit dem Auftrag, die kurdischen Rebellen im Kampf gegen den Islamischen Staat zu unterstützen. Präsident Obama beorderte daraufhin mehrere Dutzend Spezialeinheiten nach Rojava im Norden Syriens, um die dortigen Kämpfer im Kampf gegen den IS zu helfen, und genehmigte damit den ersten unbefristeten Einsatz amerikanischer Bodentruppen in Syrien.

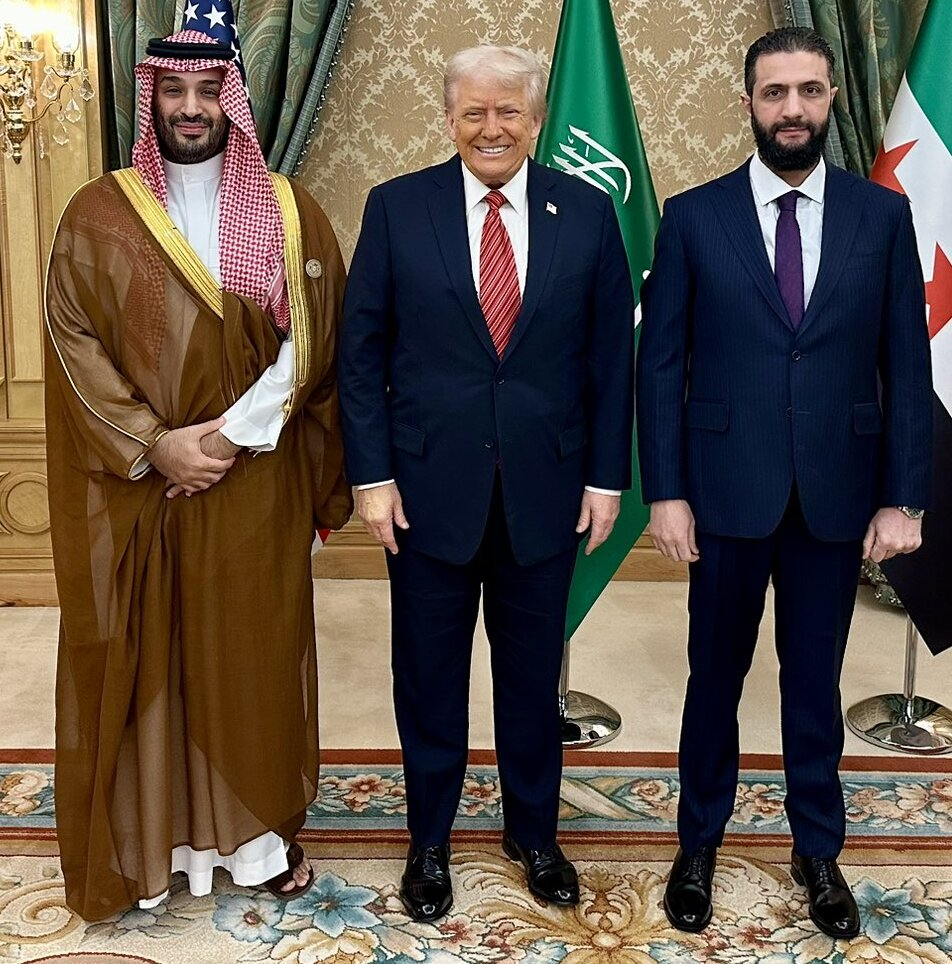
Mohammed bin Salman (links) mit Donald Trump (Mitte) und Ahmed al-Scharaa (rechts) in Riad (2025)

Unter Obamas Nachfolger Donald Trump wurden die CIA-Hilfen für die syrischen Rebellen 2017 eingestellt. Am 7. April 2017 zerstörten US-Raketen den Militärflugplatz asch-Schaʿirat im Gouvernement Homs, der nach Angaben des US-Militärs der Stützpunkt des Flugzeugs war, das drei Tage zuvor den Giftgasangriff von Chan Schaichun verübt hatte. Am 14. April 2018 folgte ein Luftangriff auf Damaskus und Homs nach einem weiteren Einsatz von Chemiewaffen in Duma. Im Dezember 2018 kündigte Trump den Abzug der US-Truppen in Syrien an. Trotz der vereinzelten Militärschläge gegen das Assad-Regime begann sich die Haltung gegenüber diesem langsam zu ändern. So erklärte die amerikanische UN-Botschafterin Nikki Haley, dass die Priorität der USA in Syrien nicht mehr darin bestehe „Assad zu entfernen“. Syrien solle stattdessen kein „Zufluchtsort für Terroristen mehr sein“ und die iranische Präsenz dort bekämpft werden. Die Sanktionen gegen Syrien wurden mit dem Caesar Syria Civilian Protection Act of 2019 noch weiter verschärft, durch den Geschäfte mit Syrien verboten und die Finanzierung Assads durch den Iran und Russland einschränkt werden sollte. Die Sanktionen hatten negative Auswirkungen auf die Syrische Lira und verschärften die Armut in Syrien.
Am 13. Mai 2025 kündigte Donald Trump während seiner Reise nach Saudi-Arabien an, dass er alle Sanktionen gegen Syrien aufheben werde und erklärte, dass das Land „genug Katastrophen, Kriege und Morde ertragen habe“ und dass seine Regierung bereit sei, die Beziehungen zu Syriens neuer Regierung zu normalisieren. Am 14. Mai 2025 traf Übergangspräsident Ahmed al-Sharaa in Saudi-Arabien mit Trump zusammen. Dies war das erste Treffen zwischen amerikanischen und syrischen Staatschefs seit dem zwischen Bill Clinton und Hafiz al-Assad im Jahr 2000 in Genf.